# Ostrowy (Wielbark)
Ostrowy (deutsch Alt Werder) ist ein Dorf in der polnischen Woiwodschaft Ermland-Masuren und gehört zur Gmina Wielbark (Stadt- und Landgemeinde Willenberg) im Powiat Szczycieński (Kreis Ortelsburg).

## Geographische Lage
Ostrowy liegt in der südlichen Mitte der Woiwodschaft Ermland-Masuren in unmittelbarer Nähe der Grenze zur Woiwodschaft Masowien, die hier bis 1945 die deutsch-polnische Grenze bildete. Bis zur Kreisstadt Szczytno (deutsch Ortelsburg) sind es 24 Kilometer in nördlicher Richtung.

## Geschichte
Das einstige Alt Werder (bis vor 1820 Werder – ohne Zusatz) entstand im Zuge der Meliorationsmaßnahmen zur Urbarmachung des Lattanabruchs (polnisch Bagna Łatana), mit denen – nach langer Vorbereitungszeit – 1794 begonnen wurde. Mit ausdrücklicher königlicher Genehmigung wurde das Dorf nicht als geschlossener Ort angelegt, sondern die Häuser wurden in Abstand voneinander errichtet, damit der Weg zu den Wiesen und Weiden kürzer gehalten werden konnte. Bereits zur Jahrhundertwende waren alle Bauten fertig.
Die kleine Landgemeinde Alt Werder wurde 1874 ein Teil des Amtsbezirks Groß Lattana (polnisch Łatana Wielka), der – 1938 in „Amtsbezirk Großheidenau“ umbenannt – bis 1945 zum ostpreußischen Kreis Ortelsburg gehörte.
Im Jahre 1910 waren in Alt Werder 85 Einwohner gemeldet. Ihre Zahl belief sich 1933 auf 76 und 1939 auf 80.
Aufgrund der Bestimmungen des Versailler Vertrags stimmte die Bevölkerung in den Volksabstimmungen in Ost- und Westpreussen am 11. Juli 1920 über die weitere staatliche Zugehörigkeit zu Ostpreußen (und damit zu Deutschland) oder den Anschluss an Polen ab. In Alt Werder stimmten 56 Einwohner für den Verbleib bei Ostpreußen, auf Polen entfielen keine Stimmen.
Mit dem gesamten südlichen Ostpreußen wurde Alt Werder 1945 in Kriegsfolge an Polen überstellt und erhielt die polnische Namensform „Ostrowy“. Heute ist das kleine Dorf eine Ortschaft innerhalb der Stadt- und Landgemeinde Wielbark (Willenberg) im Powiat Szczycieński (Kreis Ortelsburg), bis 1998 der Woiwodschaft Olsztyn, seither der Woiwodschaft Ermland-Masuren zugehörig. Im Jahre 2011 zählte Ostrowy 49 Einwohner.

## Kirche
Bis 1945 war Alt Werder in die evangelische Kirche Willenberg in der Kirchenprovinz Ostpreußen der Kirche der Altpreußischen Union, außerdem in die römisch-katholische Pfarrkirche Groß Leschienen (polnisch Lesiny Wielkie) im Bistum Ermland eingegliedert.
Der Bezug zu Lesiny Wielkie besteht seitens der katholischen Kirche heute noch, wobei die Pfarrei jetzt zum Erzbistum Ermland gehört. Die evangelischen Einwohner Ostrowys orientieren sich zur Kirche in Szczytno (Ortelsburg) innerhalb der Diözese Masuren der Evangelisch-Augsburgischen Kirche in Polen.

## Schule
Der erste Schulbau erfolgte in Werder im Jahre 1798.

## Verkehr
Ostrowy liegt abseits des Verkehrsgeschehens an einer Nebenstraße, die von Olędry (Wagenfeld) in den Ort führt. Eine Bahnanbindung existiert nicht.

## Persönlichkeit
- Johann Krischick, auch: Krischik (1886–1958), deutscher Landwirt und Politiker (DNVP), 1919 bis 1932 Mitglied des Landtages, besaß seit 1913 einen eigenen Bauernhof in Alt Werder